# Taeniotes batesi
Taeniotes batesi es una especie de escarabajo longicornio del género Taeniotes, tribu Monochamini, subfamilia  Lamiinae. Fue descrita científicamente por Thomson en 1879.

## Descripción
Mide 26-32,3 milímetros de longitud.

## Distribución
Se distribuye por Colombia.